# Le Mesnil-Amelot
Le Mesnil-Amelot és un municipi francès, situat al departament de Sena i Marne i a la regió de Illa de França. L'any 2007 tenia 872 habitants.
Forma part del cantó de Mitry-Mory, del districte de Meaux i de la Comunitat d'aglomeració Roissy Pays de France.

## Demografia

### Població
El 2007 la població de fet de Le Mesnil-Amelot era de 872 persones. Hi havia 277 famílies, de les quals 58 eren unipersonals (37 homes vivint sols i 21 dones vivint soles), 52 parelles sense fills, 136 parelles amb fills i 31 famílies monoparentals amb fills.
La població ha evolucionat segons el següent gràfic:
Habitants censats

### Habitatges
El 2007 hi havia 329 habitatges, 291 eren l'habitatge principal de la família, 1 era una segona residència i 37 estaven desocupats. 276 eren cases i 50 eren apartaments. Dels 291 habitatges principals, 156 estaven ocupats pels seus propietaris, 115 estaven llogats i ocupats pels llogaters i 20 estaven cedits a títol gratuït; 16 tenien una cambra, 26 en tenien dues, 65 en tenien tres, 79 en tenien quatre i 105 en tenien cinc o més. 207 habitatges disposaven pel capbaix d'una plaça de pàrquing. A 132 habitatges hi havia un automòbil i a 111 n'hi havia dos o més.

### Piràmide de població
La piràmide de població per edats i sexe el 2009 era:
| Homes | Edats   | Dones |
| ----- | ------- | ----- |
| 0     | 95 o +  | 0     |
| 0     | 90 a 94 | 0     |
| 0     | 85 a 89 | 0     |
| 4     | 80 a 84 | 4     |
| 8     | 75 a 79 | 4     |
| 12    | 70 a 74 | 12    |
| 12    | 65 a 69 | 4     |
| 12    | 60 a 64 | 16    |
| 24    | 55 a 59 | 16    |
| 20    | 50 a 54 | 20    |
| 24    | 45 a 49 | 12    |
| 12    | 40 a 44 | 20    |
| 28    | 35 a 39 | 24    |
| 24    | 30 a 34 | 16    |
| 36    | 25 a 29 | 8     |
| 16    | 20 a 24 | 8     |
| 12    | 15 a 19 | 28    |
| 24    | 10 a 14 | 16    |
| 24    | 5 a 9   | 12    |
| 4     | 0 a 4   | 8     |

## Economia
El 2007 la població en edat de treballar era de 618 persones, 433 eren actives i 185 eren inactives. De les 433 persones actives 385 estaven ocupades (225 homes i 160 dones) i 49 estaven aturades (25 homes i 24 dones). De les 185 persones inactives 32 estaven jubilades, 87 estaven estudiant i 66 estaven classificades com a «altres inactius».

### Ingressos
El 2009 a Le Mesnil-Amelot hi havia 286 unitats fiscals que integraven 761,5 persones, la mediana anual d'ingressos fiscals per persona era de 18.168 €.

### Activitats econòmiques
Dels 176 establiments que hi havia el 2007, 2 eren d'empreses alimentàries, 1 d'una empresa de fabricació de material elèctric, 1 d'una empresa de fabricació d'elements pel transport, 8 d'empreses de fabricació d'altres productes industrials, 5 d'empreses de construcció, 61 d'empreses de comerç i reparació d'automòbils, 33 d'empreses de transport, 16 d'empreses d'hostatgeria i restauració, 6 d'empreses d'informació i comunicació, 8 d'empreses financeres, 3 d'empreses immobiliàries, 30 d'empreses de serveis, 1 d'una entitat de l'administració pública i 1 d'una empresa classificada com a «altres activitats de serveis».
Dels 20 establiments de servei als particulars que hi havia el 2009, 1 era una oficina de correu, 3 tallers de reparació d'automòbils i de material agrícola, 3 establiments de lloguer de cotxes, 1 paleta, 1 guixaire pintor, 1 lampisteria, 2 electricistes, 1 perruqueria i 7 restaurants.
Dels 32 establiments comercials que hi havia el 2009, 1 era una botiga de més de 120 m², 1 una botiga de menys de 120 m², 14 llibreries, 14 botigues de roba, 1 un drogueria i 1 una perfumeria.
L'any 2000 a Le Mesnil-Amelot hi havia 5 explotacions agrícoles que ocupaven un total de 470 hectàrees.

## Equipaments sanitaris i escolars
L'únic equipament sanitari que hi havia el 2009 era una farmàcia.
El 2009 hi havia una escola elemental.

## Poblacions més properes
El següent diagrama mostra les poblacions més properes.